# West Northamptonshire
West Northamptonshire è un distretto del Northamptonshire, Inghilterra, Regno Unito, con sede a Northampton. Vi risiedono 434 349 abitanti. Il distretto fu creato con il 1º aprile 2021 dalla fusione Daventry, Northampton ed South Northamptonshire.